# جورجیو برناردین
جورجیو برناردین (انگلیسی: Giorgio Bernardin; ۲۴ آوریل ۱۹۲۸ – ۲۸ ژوئن ۲۰۱۱) بازیکن فوتبال اهل ایتالیا بود.
از باشگاه‌هایی که در آن بازی کرده‌است می‌توان به باشگاه فوتبال اینتر میلان، باشگاه فوتبال لچه، باشگاه فوتبال آ.اس. رم، باشگاه فوتبال سمپدوریا، باشگاه فوتبال تریستیانا، و باشگاه فوتبال اسپال اشاره کرد.
وی همچنین در تیم ملی فوتبال ایتالیا بازی کرده‌است.